# Climat de la Nouvelle-Aquitaine
Le climat de la Nouvelle-Aquitaine est l’état moyen des conditions de l'atmosphère terrestre sur le territoire de la Nouvelle-Aquitaine, fondé sur les moyennes et la variabilité de paramètres météorologiques (température, pression atmosphérique, précipitations, ensoleillement, humidité, vitesse du vent) pendant une période donnée, la période type de référence définie par l’Organisation météorologique mondiale étant de 30 ans.
La région Nouvelle-Aquitaine est historiquement partagée entre plusieurs climats : 
- le climat océanique aquitain concerne la plus grande partie du territoire (des Charentes aux Landes). Les hivers sont doux et les étés, relativement chauds, sont tempérés par les brises marines ;
- Le climat océanique du nord-ouest (Poitou). Il est marqué par des précipitations modérées, des étés tièdes et des hivers frais mais sans excès ;
- Le climat océanique limousin, teinté d’influences semi-continentales (Limousin) ;
- Le micro climat océanique basque, plus humide (moitié ouest des Pyrénées-Atlantiques et sud des Landes) ;
- Le climat pyrénéen, un climat montagnard qui varie en fonction de l’altitude.

Dans le zonage climatique en 5 zones établi par Météo-France en 2020, la région est découpée en 3 zones : climat océanique, climat océanique altéré et climat de montagne.
Comme l'ensemble de la France métropolitaine, la Nouvelle-Aquitaine est exposée au réchauffement climatique qui contribue à modifier les climats locaux actuels et à des effets sur l'environnement, la santé et la société. Pour respecter les deux objectifs de l'accord de Paris sur le climat (réchauffement bien en-dessous de 2 °C et de préférence limité à 1,5 °C), une réduction forte et immédiate des émissions de CO2 est indispensable, jusqu'à atteindre la neutralité carbone, seule à même de stopper le réchauffement, la France, à travers sa politique climatique, déploie différentes stratégies d'atténuation et d'adaptation), avec des objectifs spécifiques comme la réduction des émissions de gaz à effet de serre de 40 % entre 1990 et 2030 (20 % en 2019) ou la réduction de la consommation énergétique finale de 50 % en 2050 par rapport à la référence 2012 en visant un objectif intermédiaire de 20 % en 2030. Dans ce cadre le conseil régional de Nouvelle-Aquitaine a créé AccimaTerra, un groupe régional d'experts sur le climat, et publié différents documents de stratégie (SRADETT) ou d'engagements. Au niveau local, 78 PCAET, portés par les intercommunalités, sont adoptés ou en cours d'élaboration en 2023.

## Histoire

### Dernière période glaciaire (-115 000 ans à -11 700 ans)
Le maximum glaciaire est atteint il y a environ 21 000 ans. Ce refroidissement a notamment pour conséquence une régression marine (une baisse généralisée du niveau des mers) d'environ 120 mètres à son maximum et l'établissement d'un climat périglaciaire en Europe, en Asie du Nord, et en Amérique du Nord, entrainant de profondes modifications de la faune et de la flore. Au moment de ce maximum glaciaire, la calotte polaire arctique recouvre le nord de l’Europe, les glaciers des Alpes descendent jusqu’à Lyon et ceux des Pyrénées jusqu’à Arudy (Pyrénées-Atlantiques). Le niveau de la mer est à environ 120 m en dessous du niveau actuel et le rivage était repoussé à ~ 50 km au large. Dans le sud de l'Aquitaine, la déglaciation de la haute montagne pyrénéenne a dû s'achever il y a environ 15 000 ans. Durant le dernier épisode glaciaire, les Landes étaient une vaste étendue sableuse parsemée 'de champs de petites dunes en croissants de hauteur métrique. Au-delà de la Garonne vers l'est et de l'Adour vers le sud, les particules plus fines (lœss) entraînées à haute altitude par les tempêtes se sont déposées pour former des accumulations sur les reliefs où une végétation steppique s’est alors développée.

### XVIIIesiècle
Abstraction faite du « grand hiver » 1709, les vingt premières années sont marquées par des cycles de vagues de chaleur estivales et des épisodes de sécheresses exceptionnels dont l’apogée est atteint au cours de l’été torride de 1719, à l’origine de la pire 
catastrophe sanitaire de l’histoire de France puisque l’on enregistre près de 200 000 décès. La rupture est totale au tournant des années 1740, lorsque le climat renoue avec le petit âge glaciaire. Aux hivers de 1740, 1776, 1784 et, bien entendu 1789, répondent les printemps désastreux pour les récoltes, comme ce fut le cas après le passage de la vague orageuse de juillet 1788, annonciatrice de la flambée des prix du pain en mai, juin et juillet 1789.

### Période contemporaine
L’évolution des températures moyennes annuelles en Nouvelle Aquitaine montre un net réchauffement depuis 1959. Sur la période 1959-2009, la tendance observée sur les températures moyennes annuelles se situe entre +0,2 °C et +0,3 °C par décennie. Les trois 
années les plus chaudes entre 1959 et 2018, qui sont 2003, 2011 et 2014, ont été observées au XXIe siècle.

## Zonages climatiques

### Zonages nationaux

#### Zonage historique (antérieur à 2010)
La région Nouvelle-Aquitaine est historiquement partagée entre plusieurs climats : 
- le climat océanique aquitain concerne la plus grande partie du territoire (des Charentes aux Landes). Les hivers sont doux et les étés, relativement chauds, sont tempérés par les brises marines. Les régions littorales sont globalement les plus arrosées, avec des pluies modérées réparties tout au long de l’année, à l’exception des mois d’été, où les périodes de sécheresse ne sont pas rares ;
- Le climat océanique du nord-ouest (Poitou). Il est marqué par des précipitations modérées, des étés tièdes et des hivers frais mais sans excès ;
- Le climat océanique limousin, teinté d’influences semi-continentales (Limousin), plus arrosé et plus frais, reste tempéré avec des printemps tièdes et des étés assez chauds, avec des variations dues à l’altitude ;
- Le micro climat océanique basque, plus humide (moitié ouest des Pyrénées-Atlantiques et sud des Landes) ;
- Le climat pyrénéen, à tendance subocéanique en Béarn, est sujet à de fréquents « effets de bouchon » lorsque les perturbations de nord-nord-ouest viennent buter contre le massif pyrénéen.

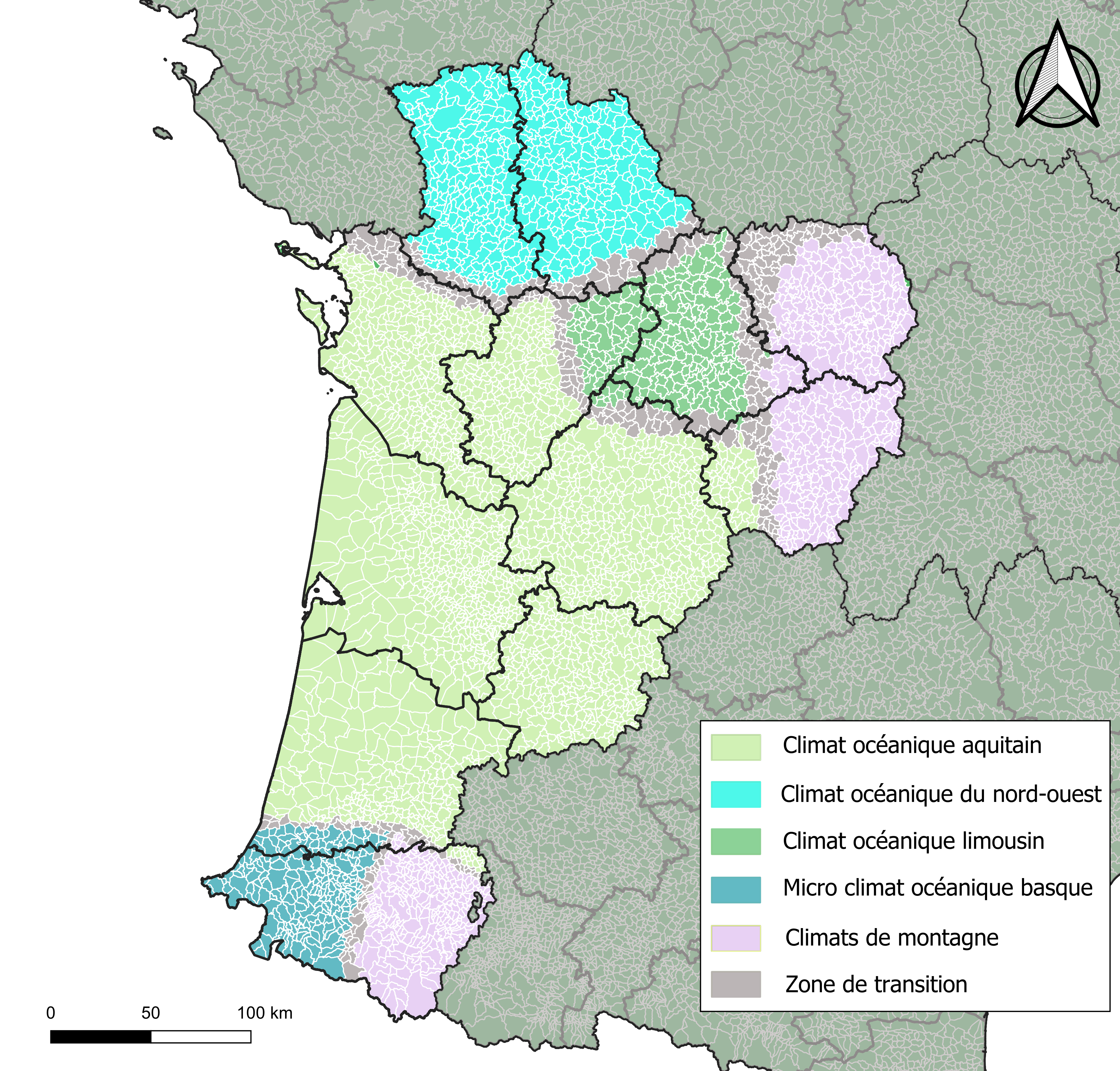
Zonage climatique antérieur à 2010.

#### Zonage de Joly et al. (2010)
Une étude de 2010 réalisée par Daniel Joly, Thierry Brossard, Hervé Cardot, Jean Cavailhes, Mohamed Hilal et Pierre Wavresky a permis de classer les climats de métropole en huit grands types. Partant des mesures stationnelles de précipitation et de température mises à disposition par Météo-France, un jeu de 14 variables intégrant une série temporelle de 30 ans (1971-2000) est défini pour caractériser les climats et leurs modalités distinctives de variation. Une méthode originale dite d’interpolation locale permet de reconstituer les champs spatiaux continus des variables en question et de les exprimer sous forme de couches d’information gérables par SIG. Il en a résulté 8 types de climats. La Nouvelle-Aquitaine ressort quant à elle de quatre zones : climat océanique franc, climat océanique altéré, climat du Bassin du Sud-Ouest  les climats de montagne.
- Le climat océanique franc. Les températures sont moyennes et très homothermes : l’amplitude annuelle (moins de 13°C d’écart entre juillet et janvier), le nombre de jours froids (moins de 4) et chauds (moins de 4) et la variabilité interannuelle sont minimaux. Les précipitations sont annuellement abondantes (un peu plus de 1000 mm) et fréquentes en hiver (plus de 13 jours en janvier). L’été est également pluvieux (8-9 jours en juillet) mais les cumuls sont réduits[7] ;
- Le climat océanique altéré constitue une transition entre l’océanique franc  et l’océanique dégradé. La température moyenne annuelle est assez élevée (12,5 °C) avec un nombre de jours froids faible (entre 4 et 8 par an) et chauds soutenu (entre 15 et 23 par an). L’amplitude thermique annuelle (juillet-janvier) est proche du minimum et la variabilité interannuelle moyenne. Les précipitations, moyennes en cumul annuel (800-900 mm) tombent surtout l’hiver, l’été étant assez sec[8] ;
- Le climat du Bassin du Sud-Ouest est caractérisé par une moyenne annuelle de température élevée (supérieure à 13°C) et un nombre élevé (> 23) de jours chauds tandis que les jours qui présentent un gel inférieur à -5°C sont rares. L’amplitude thermique annuelle est élevée (15 à 16°C) et la variabilité interannuelle des températures d’hiver et d’été est faible. Les précipitations, peu abondantes en cumul annuel (moins de 800 mm) et en hiver, le sont un peu plus durant l’été. Elles sont plus fréquentes en hiver (9-11 jours) qu’en été (moins de 6 jours)[9] ;
- les climats de montagne regroupent tous les lieux où les influences montagnardes et/ou semi-continentale sont prépondérantes, avec un nombre de jours et un cumul élevés de précipitation, une température moyenne inférieure à 9,4°C et, corrélativement, plus de 25 jours au cours desquels la température minimale a été inférieure à -5° C et moins de 4 avec un maximum supérieur à 30°C[10].

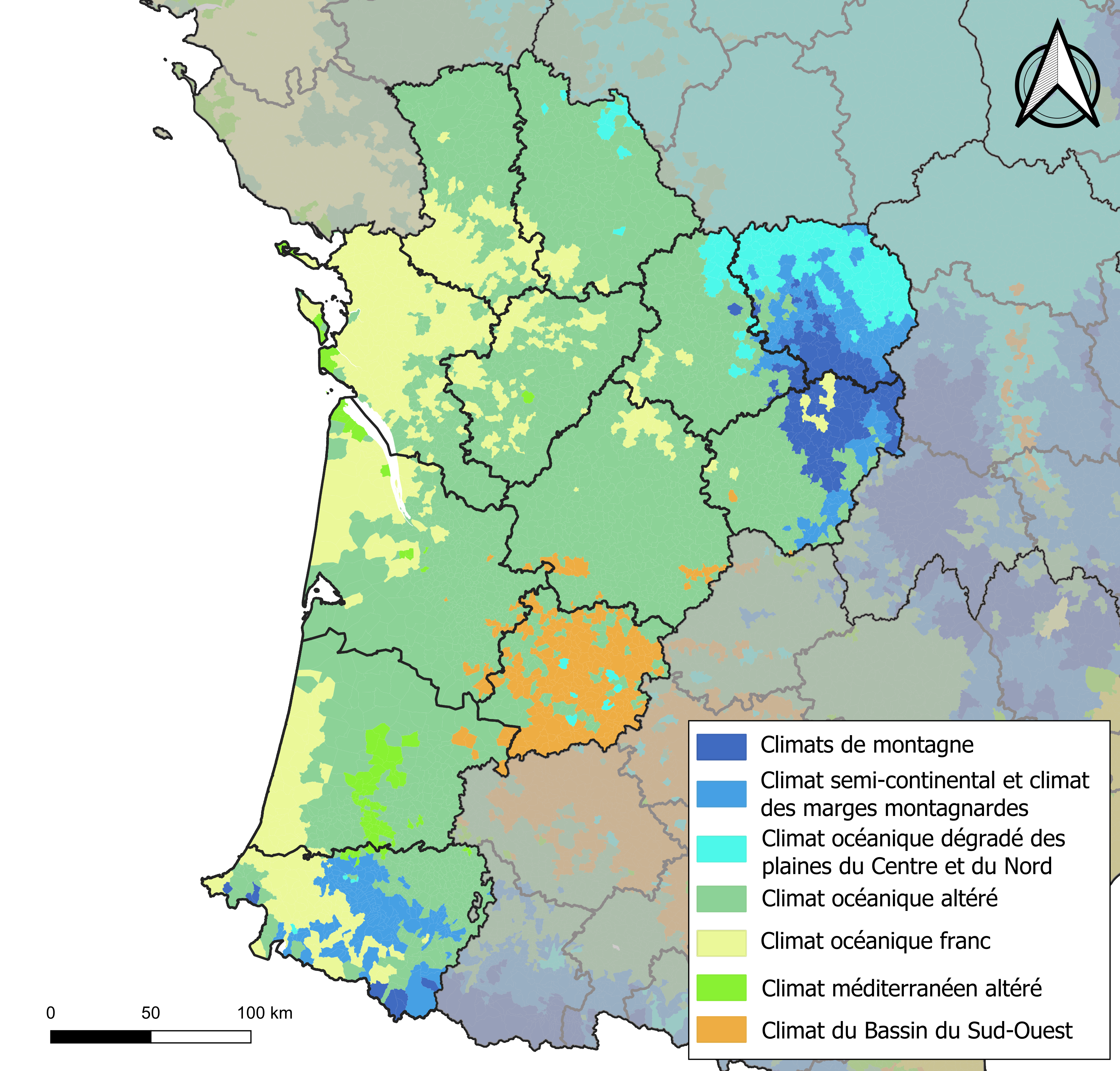
Zonage climatique de Joly et al. (2010).

#### Zonages de Météo-France (2010 et 2020)

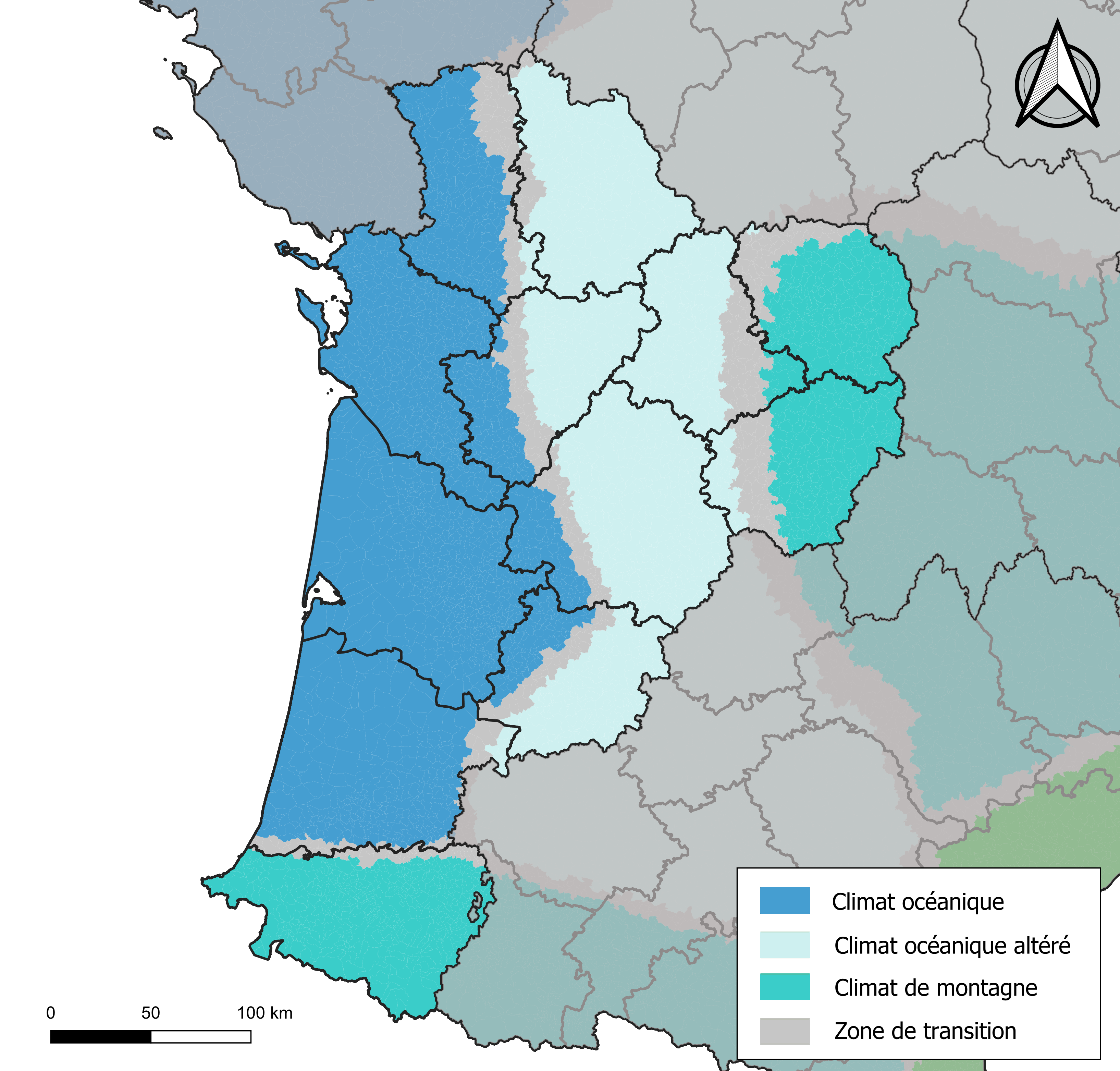
Zonage climatique de Météo-France en 5 zones (2020).

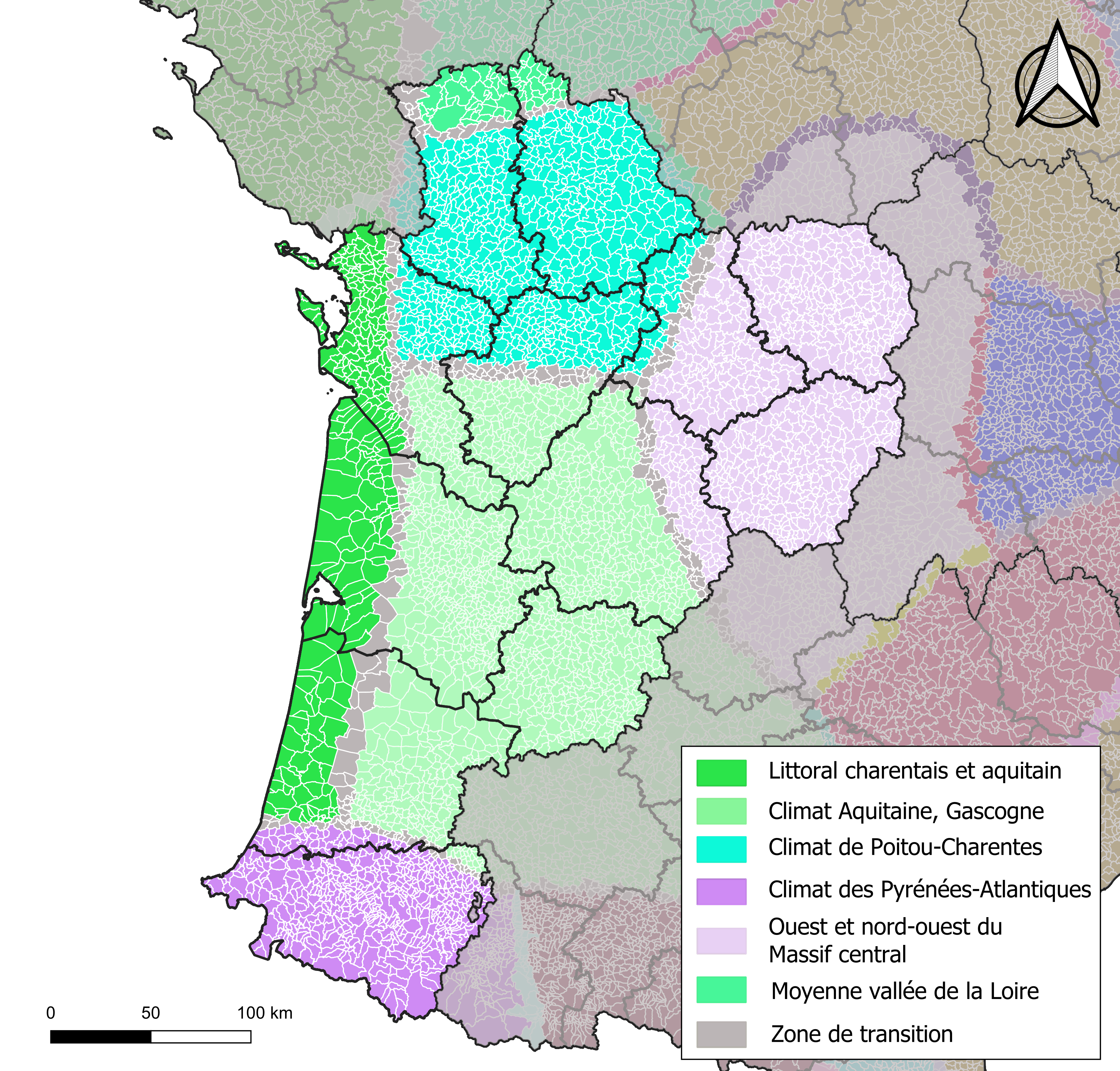
Zonage climatique de Météo-France en 29 régions climatiques (2020).

## Paramètres climatiques

### Paramètres des stations météorologiques historiques
| Département          | Stations          | Températures            | Températures            | Températures             | Ensoleilmt | Précipitations | Précipitations           | Précipitations | Précipitations |
| Département          | Stations          | moy moyenne (1991-2020) | maxi extrême            | mini extrême             | Ensoleilmt | Cumul moyen    | Max en 24 h              | Max en 5 j     | Moy > 1 mm     |
| -------------------- | ----------------- | ----------------------- | ----------------------- | ------------------------ | ---------- | -------------- | ------------------------ | -------------- | -------------- |
| Charente             | Cognac            | 13,7                    | 40,3 (le 23 juil. 2019) | -19,4 (le 15 fev. 1956)  | 2042.8     | 771,8          | 116,1 (le 7 avr. 1986)   | 152,1 (avr.)   | 6,0            |
| Charente-Maritime    | La Rochelle       | 13,6                    | 39,3 (le 24 juin 1986)  | -11,4 (le 16 janv. 1985) | 2046       | 805,1          | 195,1 (le 25 juil. 1983) | 209,0 (juil.)  | 5,9            |
| Corrèze              | Brive             | 13,0                    | 42,1 (le 23 juil. 2019) | -16,4 (le 06 fev. 2012)  | 2036.4     | 903,9          | 105,9 (le 16 mars 1988)  | 149,7 (juin)   | 6,9            |
| Creuse               | Guéret            | 11,3                    | 38,5 (le 7 août 2003)   | -23,2 (le 9 fev. 1985)   | 1516.7     | 1103,4         | 71,0 (le 14 sept. 1990)  | 163,1 (fev.)   | 7,1            |
| Creuse               | Lépaud            | 10,8                    | 37,8 (le 4 août 2003)   | -15,0 (le 1 mars 2005)   |            |                |                          |                |                |
| Deux-Sèvres          | Niort             | 12,8                    | 41,0 (le 18 juil. 2022) | -16,0 (le 17 janv. 1987) | 2006       | 846,6          | 87,2 (le 11 juin 1988)   | 121,0 (mai)    | 6,4            |
| Dordogne             | Bergerac          | 13,2                    | 41,1 (le 04 août 2003)  | -17,1 (le 09 fev. 2012)  | 2021.4     | 792,9          | 199,9 (le 2 juin 1989)   | 202,4 (juin)   | 6,3            |
| Gironde              | La Teste-de-Buch  | 13,8                    | 42,4 (le 18 juil. 2022) | -15,7 (le 16 janv. 1985) | 2121.1     | 948,1          | 206,0 (le 6 dec. 1982)   | 252,3 (dec.)   | 6,7            |
| Gironde              | Bordeaux-Mérignac | 14,2                    | 41,2 (le 23 juil. 2019) | -16,4 (le 16 janv. 1985) | 2069.9     | 924,9          | 137,9 (le 25 sept. 1982) | 176,0 (sept.)  | 7,0            |
| Vienne               | Poitiers-Biard    | 12,2                    | 40,8 (le 27 juil. 1947) | -17,9 (le 16 janv. 1985) | 1940.7     | 695,3          | 92,3 (le 2 fev. 2011)    | 116,0 (nov.)   | 6,0            |
| Haute-Vienne         | Limoges           | 11,8                    | 38,2 (le 18 juil. 2022) | -19,2 (le 16 janv. 1985) | 1922.1     | 1018,0         | 77,2 (le 26 juin 1994)   | 174,2 (juin)   | 7,0            |
| Landes               | Dax               | 14,5                    | 41,1 (le 04 août 2003)  | -16,2 (le 15 janv. 1985) | 1913.7     | 1155,2         | 182,9 (le 16 oct. 1975)  | 197,9 (oct.)   | 8,2            |
| Landes               | Mont-de-Marsan    | 13,8                    | 42,5 (le 01 août 1947)  | -19,8 (le 08 janv. 1985) | 1942.2     | 918,1          | 88,9 (le 22 dec. 1983)   | 167,6 (oct.)   | 7,1            |
| Lot-et-Garonne       | Agen              | 13,8                    | 41,0 (le 01 août 1947)  | -21,9 (le 15 fev. 1956)  | 2019.9     | 708,2          | 198,9 (le 9 nov. 1988)   | 223,3 (nov.)   | 6,1            |
| Pyrénées-Atlantiques | Biarritz          | 14,5                    | 42,9 (le 18 juin 2022)  | -12,7 (le 16 janv. 1985) | 1920.5     | 1473,6         | 185,7 (le 05 août 1963)  | 207,6 (dec.)   | 9,3            |
| Pyrénées-Atlantiques | Socoa             | 15,0                    | 42,0 (le 18 juin 2022)  | -12,0 (le 03 fev. 1956)  | 21.6       | 1521,3         | 163,6 (le 24 sept. 1959) | 228,8 (dec.)   | 9,6            |
| Pyrénées-Atlantiques | Pau-Uzein         | 13,7                    | 39,9 (le 01 août 1947)  | -15,0 (le 13 fev. 1956)  | 1909.7     | 1093,8         | 91,3 (le 12 juin 2018)   | 161,8 (dec.)   | 7,9            |

## Événements météorologiques exceptionnels

### Événements historiques
Les exemples historiques présentés dans l'étude de 2018 sur l'anticipation du changement climatique en Nouvelle-Aquitaine réalisée par ClimaTerra sont volontairement diamétralement opposés en matière d’extrêmes pour prouver le caractère permanent de ces aléas.

#### Les catastrophes climatiques en Dordogne auXVIIIesiècle
Au cours d’une période de 90 ans comprise entre 1700 et 1790, les registres paroissiaux de la Dordogne révèlent que les habitants affrontèrent pas moins de 37 extrêmes météorologiques, soit un événement catastrophique tous les 2,4 ans! Il s'agit principalement d'inondations et de vagues de froids extrêmes avec des fréquences respectives de 5,6 années et de 6,4 années, en phase avec le contexte de petit âge glaciaire. À titre de comparaison, les périodes de retour avancées par la préfecture de la Dordogne en 2014 sont comprises entre 10 et 75 ans, mais celles-ci sont toutefois calculées à partir d’une série d’inondations ne remontant pas au-delà de 1944.

#### Tempêtes et forêts landaises
Entre 1550 et 2009, 15 tempêtes pouvant être classée entre les niveaux 10 et 12 de l’échelle de Beaufort frappèrent les écosystèmes forestiers landais. De très fortes fluctuations sont constatées depuis le XVIe siècle. En termes de fréquence, le XVIIIe siècle se détache nettement avec six tempêtes concentrées entre les années 1730 et 1780, ce qui, somme toute, correspond assez bien à la chronologie des tempêtes nationales. A contrario, le XXe siècle n’enregistre « que » cinq aléas de grande ampleur, Klaus compris (2009). Les victimes ligneuses de l’époque se composent massivement de chênes, de hêtres et de pins dans une moindre mesure. Autrement dit la forêt offre un tout autre visage qu'en 2009. Entre-temps, les landes 
de Gascogne ont fait l’objet d’un assainissement et de reboisements massifs qui ont donné naissance à une forêt totalement artificielle et peu résiliente, où prédomine le pin maritime. En un demi-siècle, l’ensemble du massif landais va vu ainsi sa superficie forestière passer de 130 000 à 843 000 hectares, dont 780 000 pins, aggravant du même coup sa vulnérabilité.

#### Submersions marines passées
Entre 1550 et 2010, 117 submersions ont été collectées dans les archives pour l’ensemble des littoraux français. Parmi elles, 30 catastrophes ont frappé exclusivement le littoral atlantique. Contrairement à ce que l’on pourrait croire, les 50 années entre 1970 et 2020 n’ont pas connu de recrudescence de ce type d’événements extrêmes dans le golfe de Gascogne. Le siècle le plus catastrophique correspond au XVIIIe siècle, avec neuf submersions, alors que le XXe siècle en totalise seulement cinq. La très grande majorité se produisit entre 1924 et 1957. Il semble également que l’apogée du petit âge glaciaire au XVIIe siècle se soit traduit par une moindre fréquence de ces extrêmes (1173 submersions). Aucun événement de forte intensité ne frappa la côte et sa population de 1957 à 2010 (Xynthia). Pourtant très puissantes, les tempêtes Lothar et Martin de décembre 1999 ne provoquèrent pas d’inondations graves, excepté dans le secteur de la centrale nucléaire du Blayais,.

#### Recul du littoral estuarien dans les années 1920-1930
Comme l'affirment les rapports relatifs aux différentes tempêtes ayant affecté le golfe de Gascogne, la « situation à peu 
près stable de la côte n’a véritablement commencé à inspirer des inquiétudes graves qu’à partir du raz de marée du 9 janvier 1924 ». Des modifications profondes sont constatées dans les fonds sous-marins à l’embouchure de la Gironde, spécialement dans les bancs entre lesquels s’ouvre la passe du Sud, de telle sorte que la mer venait désormais frapper, avec une violence nouvelle, la zone des dunes comprise entre le sud de Soulac et l’épi Saint-Nicolas, l’un des ouvrages de la Pointe de Grave. Lors de la tempête du 18 au 19 novembre 1927, les dunes du front de mer de Soulac sont considérablement « rongées » et plusieurs immeubles et habitations sont en partie écroulés en raison du recul dunaire d’au moins 8 mètres. À titre de comparaison, la succession de tempêtes exceptionnelles qui a frappé le littoral aquitain pendant l’hiver 2013-2014 a entraîné un recul de la côte d’une dizaine de mètres en moyenne, avec des retraits de plus de 30 mètres dans de nombreuses zones.

### Années 2000
3 et 4 février 2003 - Inondations provoquées par de fortes pluies et débordement de nombreux cours d’eau (Adour, Garonne, Lot, Gers et Baise dans le Lot-et-Garonne, Aveyron dans le Tarn-et-Garonne, Goutas en Haute-Garonne, Vézère et Auvézère en Dordogne). Dans les Landes, rupture d’une digue d’un affluent de l’Adour à Saint-Sever, près de Mont-de-Marsan. 1 mort en Gironde près de Paillet (débordement de l’Artolie), de nombreuses évacuations opérées, des dizaines de routes secondaires coupées. 
Bilan : 67 communes sont reconnues en état de catastrophe naturelle.
4 juin 2003 - Inondation par crue torrentielle, ruissellement, coulée de boue affectant le sud-est de la Dordogne, le Lot-et-Garonne, le nord-ouest du Gers. Violents orages accompagnés de fortes précipitations et parfois de grêle sur un court laps de temps. Des précipitations centennales sur plusieurs communes du Lot-et-Garonne. 
Bilan : 83 communes sont reconnues en état de catastrophe naturelle dont 59 dans le Lot-et-Garonne.
1 au 10 décembre 2003 - Inondation de plaine, par ruissellement, crue torrentielle (classe 4) - Débordement de nombreux cours d'eau dont le Rhône, la Loire, le Tarn, le Lot, l'Aveyron,,… 29 départements sont touchés, 7 morts, plus de 2000 entreprises sinistrées dans les Bouches-du-Rhône. 1,5 milliard € de dommages, 768 M€ de dommages assurés (710 M€, coût historique CCR),,,.
Bilan : 7 victimes, 1533 communes sinistrées, 1500 M€ de dégâts.
25 au 26 mai 2007 - Inondation de plaine, par crue torrentielle, ruissellement urbain, coulée de boue

Épisode pluvio-orageux ayant affecté le NE du Tarn-et-Garonne et un large secteur Est du Lot-et-Garonne. Cumuls de précipitations importants pouvant atteindre 145 à 150 mm en 48 h, Dr centennale. Crue de la Séoune avec une hauteur maximale de 4,13 m enregistrée à 19 h 45 le 26/05. Une femme âgée de 70 ans est morte noyée chez elle le 25 dans les Pyrénées-Atlantiques et une automobiliste de 73 ans a été écrasée par un arbre le 28 dans le Gers. 
Bilan : 72 communes sinistrées.
25 mai 2008 - Inondations par crue torrentielle, ruissellement
Épisode pluvio-orageux, des précipitations abondantes sur une vaste zone s'étendant de l'ouest du Sarladais à l'est du Nontronnais (Dordogne) sur des sols déjà saturés en eau. Cumuls sur 6 h de plus de 50 mm (Dr décennale) sur l'axe sud-nord Belbèze-en-Lomagne/Excideuil, plus de 70 mm (Dr cinquentennale) en zone centrale, voire 90 mm. Débordements de nombreux cours d'eau, crue cinquantenale du Cern et de l'Isle en amont de la Loue.
Bilan : 80 communes sinistrées.
9 au 12 juin 2008 - Inondation par crue torrentielle, ruissellement

Épisode pluvio-orageux affectant les Pyrénées-Atlantiques. Début des orages le 09 juin sur le relief du Béarn et de la Soule, généralisation à la plaine et au Piémont. Réactivation des orages le 10 juin sur le Piémont avec de fortes précipitations sur la zone Saint-Palais - Saint-Jean-Pied-de-Port. En fin d'après-midi, ils concernent la Soule et le Haut-Béarn et en plaine affectent essentiellement l'est du département et les coteaux du sud-ouest de Pau. Le 11/06, les orages persistent sur le sud-est du département et se décalent vers le Haut-Béarn avec de forts cumuls de pluie dans la vallée du Barétous et de la Soule. Des cumuls en 24 h de 90 mm au poste d'Arette le 11/06, de 97,4 mm à Oloron le 11/06, de 100 mm à Lasseube le 12/06. Événement important sur les secteurs d'Oloron, Nay et sur les hauts bassins de la Soule. (Larrau et Sainte-Engrâce). Débordements de nombreux cours d'eau (Gave d'Oloron aval, Saison aval, Bidouze, Gave de Pau…).
Bilan : 90 communes sinistrées.

Trajet de la tempête dans la journée du 24 janvier 2009.

24 au 27 janvier 2009 (tempête Klaus) - Tempête, inondations, chocs mécaniques liés à l'action des vagues, mouvement de terrain

La tempête Klaus atteint les côtes aquitaines dans la nuit du 23 au 24 janvier et traverse les régions du Languedoc-Roussillon et du Midi-Pyrénées. Elle est accompagnée de rafales de vent de plus de 170 km/h. Les dégâts sont cependant importants (5 G€) et ont affecté le secteur forestier à hauteur de 3 milliards d’euros, les dommages assurés s'élèvent à 1,3 G€, 11 morts, 9 départements reconnus en catastrophe naturelle.

Bilan : 11 victimes, 3936 communes sinistrées, 5000 M€ de dégâts.
11 au 12 février 2009 - Inondation par crue torrentielle, ruissellement affectant les Pyrénées-Atlantiques
Les pluies débutent le 10 février sur le relief et s'intensifient dans la nuit plus particulièrement sur les bassins amont de la Nive et de la Nivelle. Pluies fortes à modérées le 11 février avec des averses orageuses. Très fortes précipitations de Puyoô à Mont, englobant la vallée du Gave de Pau. Des cumuls de précipitations sur 24 h de 124 mm à Urepel, 109 mm à Banca, Dr supradécennales. L'événement a concerné l'ensemble du territoire du bassin de l'Adour avec les débordements les plus importants observés dans les Pyrénées-Atlantiques (vallée d'Ossau, Nive des Aldudes, Nivelle) amplifiés par un écoulement rendu difficile du fait des forts coeff. de marée + surcote. Forte crue sur l'aval du Gave d'Oloron et dans une moindre mesure sur le Gave de Pau. Dr des crues supradécennales sur l'ensemble des cours d'eau. 

Bilan : 70 communes sont déclarées sinistrées.

### Années 2010

Carte vigilance météorologique de Météo-France le 27 février 2010 à 19h30 lors de la tempête Xynthia

27 et 28 février 2010 - Tempête Xynthia  (17, 79, 85, 86). 
Rafales de vents enregistrées,,, : 161 km/h à Scillé, 158 km/h à Saint-Clément-des-Baleines (île de Ré), 140 km/h à la Pointe de Chassiron (Ile d'Oléron), 139 km/h à Loudun, 138 km/h à Sainte-Gemme-la-Plaine, 137 km/h à Royan, 134 km/h à Bressuire, 133 km/h à La Rochelle,131 km/h à La Roche-sur-Yon et à Fontenay-le-Comte, 127 km/h à Niort, 123 km/h à Poitiers.
Bilan :  53 morts, 1,5 milliard d'euros.
15 et 16 janvier 2013 - Avalanches (64, 65)
« Épisode avalancheux exceptionnel sur 2 massif pyrénéens (Aspe-Ossau et Haute-Bigorre). » - Cumuls de pluie sur 48h,: 150 mm à Urepel, 147 mm à Banca, 130 mm à Irouleguy
Cumuls de neige : Très importants et dépassent 2 mètres sur de nombreux points des massifs Aspe-Ossau et Haute-Bigorre. 
Bilan : Aucun mort recensé 
18 et 19 juin 2013 - Inondation (64, 65)

« Crue exceptionnelle du Gave de Pau. » - Hauteur de la crue : 5,19 m à Argelès-Gazost, 5,70 m à Lourdes, 4,00 m à Nay, 3,20 m à Artiguelouve, 12,20 m à Orthez 
Bilan : 3 morts, 150 millions d'euros.
1er janvier au 31 décembre 2015 - Mouvement de terrain - France métropolitaine (03, 09, 11, 67, 19, 24,32, 33,31,46,47, 59,62,82, 86.88)	

Sécheresse géotechnique. 100 à 200 M€ de dommages assurés (CCR).
31 août au 1er septembre 2015 - Inondations - vents violents	Occitanie, Auvergne Rhône-Alpes
(12, 15, 24, 32, 31, 65, 40, 46, 47, 64, 81 82)	
De fortes précipitations accompagnées de vents localement violents provoquent des inondations. Des rafales de vent de 152.6 km/h dans le Lot au Montat. 127 km/h à Castelsarrasin dans le Tarn-et-Garonne. La ville de Montauban (82) est particulièrement touchée. 

Bilan : Plus de 70 communes reconnues en Cat Nat. 1 victime à Montauban dans une voiture écrasée par un arbre. 7 blessés dont 2 graves.
28 au 29 mai 2016 - Inondations par crue et ruissellement (44, 85, 17, 79, 87, 86)
	
Épisodes pluvieux accompagnés parfois de violents orages. Précipitations intenses provoquant le débordement de nombreux cours d'eau et des inondations. 

Bilan : Une trentaine de communes reconnues en Cat Nat.
13 septembre 2016 -Inondations, vent, grêle	(16, 40, 47)
Forts orages sur la façade ouest du pays, une ligne orageuse très active, accompagnée de grêle, remonte du Pays-Basque vers le Poitou jusqu’au Pays-de-la-Loire. Ces orages provoquent des dégâts liés aux pluies localement intenses et aux violentes rafales de vent d'ouest : 111 km/h à Le Houga (32), 106 km/h à Mauvezin-sur-Gupie (47), 101 km/h à Biscarrosse (40), 119 km/h à Tusson (16) 

Bilan :2 communes reconnues en Cat Nat au titre des inondations.
3 et 4 février 2017 - Tempête Leiv (16, 17, 33)

Rafales de vents enregistrées,,, : 148 km/h à Cap-Ferret, 144 km/h à Royan, 135 km/h à Vendays-Montalivet, 128 km/h à Cognac, 127 km/h à Tusson, 122 km/h à Saint-Agnant, 120 km/h à Bordeaux (Mérignac), 116 km/h à Montembœuf, 114 km/h à La Rochelle. 
Bilan : Aucun mort recensé 
6 février 2017	Vents violents	(24)
Rafales de vent 1 victime en Dordogne à Coulounieix-Chamiers (chute d’arbre sur une voiture). Département placé en vigilance orange pour des rafales pouvant atteindre 120 km/h.
3 et 14 décembre 2019 - Inondation (64)

« Crue majeure du Gave d'Oloron ». Hauteurs de crue : 4,96 m à Oloron-Sainte-Marie, 4,87 m à Escos
 Bilan : 3 morts, 19 communes reconnues en catastrophes naturelles.

### Années 2020
10 et 11 mai 2020 -  Pluie-inondation (33, 40)
Cumuls de pluie sur 24h,, : 137 mm à Luxey, 133 mm à Saint-Symphorien, 113,7 mm à Retjons, 100,8 mm à Bélis, 98 mm à Salaunes, 71 mm à Bordeaux (Mérignac),, 69 mm à Mont-de-Marsan.
Cumuls de pluie sur 72h, : 202 mm à Luxey, 179,1 mm à Salaunes, 148 mm à Retjons, 140 mm à Pissos, 135 mm à Captieux, 128 mm à Bélis. 
Bilan : Aucun mort recensé, 172 communes reconnues en Catastrophes Naturelles.
1er et 2 février 2021 - « Crue majeure sur la Maronne » (19) 
Hauteur de crue : 3,10 m à Altillac 
Bilan : Aucun mort recensé, entre 35 et 50 millions d'euros.
3 et 4 février 2021 - « Crue majeure sur la Garonne marmandaise » (47)
Hauteur de crue : 9,52 m à Tonneins, 10,20 m à Marmande 
Bilan :Aucun mort recensé
11et 12 février 2021 - Neige-Verglas (79, 36, 85, 86) - « Épisode notable de pluies verglaçantes de la Bretagne au nord du Massif central et particulièrement important sur la Vendée, Deux-Sèvres, Vienne et le sud de l'Indre. » 
Couche de verglas allant jusqu'à 1 cm par endroits.
Bilan :Aucun mort recensé 
10 décembre 2021 - « Crues importantes en cours dans sud-ouest, en particulier sur les Gaves Réunis » (40, 64)
Hauteur de crue, : 5,50 m à Peyrehorade, 5,37 m à Saint-Laurent-de-Gosse
Bilan :Aucun mort recensé, entre 75 et 85 millions d'euros
9 et 10 janvier 2022 - Crues / Pluie-inondation (09, 31, 40, 64, 65)
« Épisode exceptionnel de très fortes précipitations sur les Pyrénées. »177 mm à Augirein, 176 mm à Campan, 162 mm à Larrau, 159 mm à Arbeost, 156 mm à Laruns, 148 mm à Banca, 115 mm à Cos
Hauteur de crue, 5,08 m à Oloron-Sainte-Marie, 4,79 m à Escos
Bilan :1 personne portée disparue.

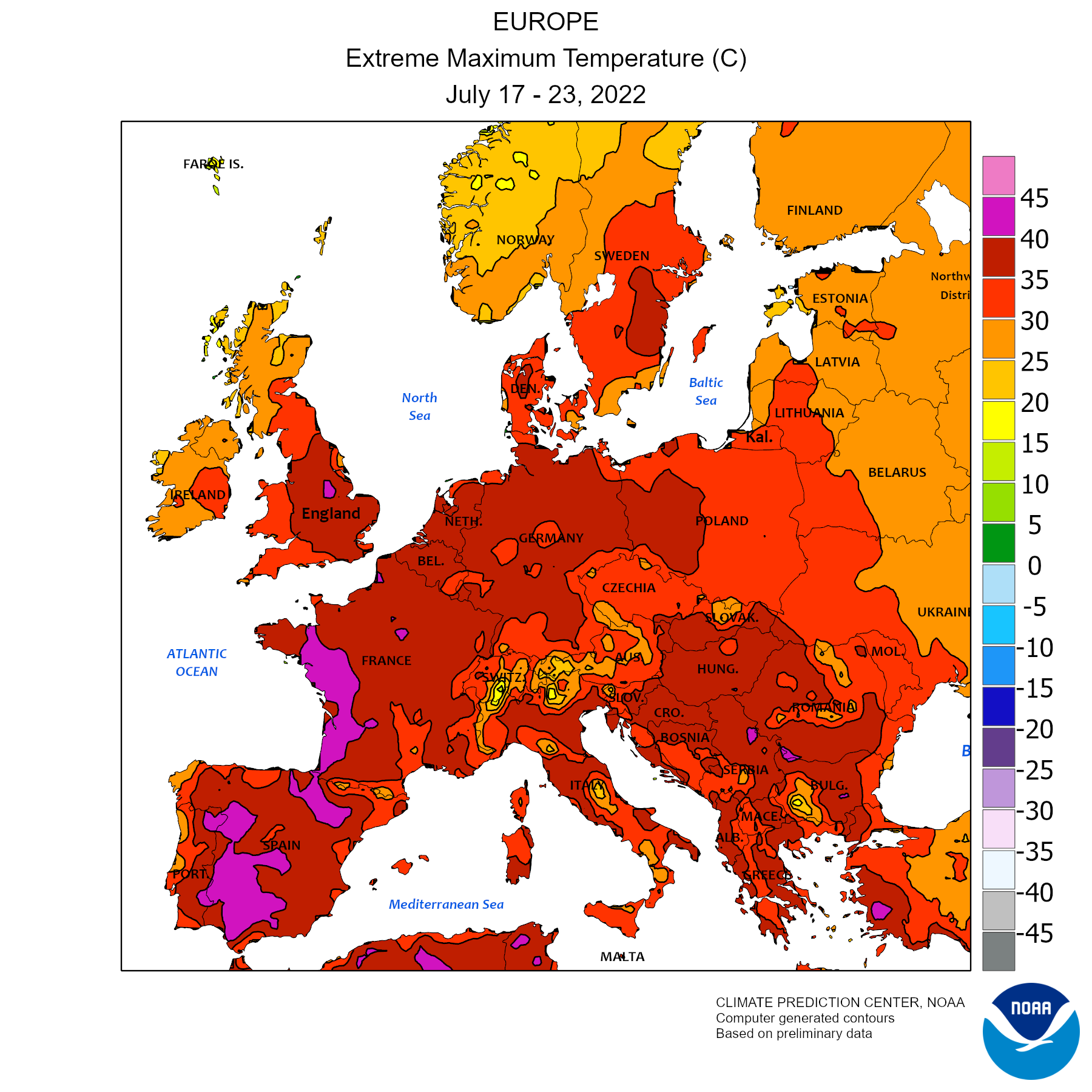
Températures maximales du 17 juillet- 2022- au 23 juillet 2022-.

16 au 19 juin 2022 -  Canicule de juin 2022 
« Épisode caniculaire précoce et intense concerne les régions allant du sud-ouest au Pays de la Loire » (16, 17, 31, 32, 33, 40, 47, 64, 65, 79, 81, 82, 85, 86)
Températures maximales absolus relevées entre le 17 et le 18 juin 2022,,,,,, :
43,4 °C à Pissos, 43,2 °C à Cambo-les-Bains, 42,9 °C à Biarritz, 42,5 °C à Lugos, 42,4 °C à Bélis, Soorts-Hossegor et Trois-Villes, 42 °C à Ciboure (Pointe de Socoa) et Lacanau, 41,9 °C au Cap-Ferret et Cazaux, 41,7 °C à Biscarosse, 41,2 °C à Chantonnay et Thouars, 41,1 °C au Houga, 41 °C à Mont de Marsan, 40,8 °C à Peyrusse-Grande, 40,7 °C aux Herbiers, 40,6 °C à Saint-Agnant, 40,5 °C à Bordeaux (Mérignac), 40,3 °C à Dax et Loudun, 40,2 °C à Adast, Saintes et Tournay, 40,1 °C à Barbezieux-Saint-Hilaire, La Trimouille et Niort, 40 °C à Cognac, 39,9 °C à Passirac et Réaup-Lisse, 39,8 °C à Albi et Montesquieu-Lauragais, 39,7 °C à Lavaur, 39,6 °C à Melle et Royan, 39,5 °C à Cordes-sur-Ciel, 39,4 °C à Castelsarrasin, Muret et Pau, 39,3 °C à Agen, 39,2 °C à Auch et Tarbes, 39,1 °C à Montauban, 39 °C à Poitiers, 38,9 °C à l'Aiguillon et Toulouse (Blagnac), 38,8 °C à Angoulême, 38,6 °C à La Roche-sur-Yon, 38,5 °C à Savenès, 38,2 °C à La Rochelle, 37,8 °C à Bagnères de Luchon.
17 au 19 juillet 2022 - Canicule de juillet 2022
 (16, 17, 22, 24, 29, 32, 33, 35, 40, 44, 47, 49, 56, 79, 85)
« Épisode caniculaire en cours avec un pic de chaleur extrême sur la façade ouest du pays. ». Températures maximales relevées le 18 juillet 2022,,,,,,, : 42,6 °C à Biscarosse, 42,4 °C à Cazaux, 42,3 °C à Herbignac et Pissos, 42,2 °C à Chantonnay et au Lion-d'Angers, 42 °C à Nantes, 41,7 °C à Palluau, La Rochelle et Thouars, 41,5 °C à La Roche-sur-Yon, 41,4 °C à Saint-Agnant, 41,3 °C à Cholet, 41,2 °C à La Noë-Blanche, 41,1 °C à Arzal et Saintes, 41 °C à Niort et Saint-Nazaire, 40,9 °C à Angers (Aéroport), Saint-Emilion et Tusson, 40,8 °C à Mont-de-Marsan, 40,7 °C à Melle, 40,5 °C à Rennes, 40,4 °C à Bergerac, 40,3 °C à Lanmeur, 40,2 °C à Dax et Vannes, 40,1 °C à Bordeaux (Mérignac), Cognac et Domme, 40 °C à Dinard et Lannion, 39,9 °C à Maumusson-Laguian, 39,8 °C à Mauvezin-sur-Gupie, 39,7 °C à Angoulême, Réaup-Lisse, Royan et Saint-Brieuc, 39,6 °C à Brantôme, 39,5 °C à Agen et Ploermel, 39,4 °C à Mauroux, Passirac et à la Pointe de Chassiron (Ile d'Oléron), 39,3 °C à Brest et Rostrenen, 38,9 °C à Auch, 38,7 °C au Cap-Ferret, 38 °C à l'Île de Groix, 37,6 °C à Lorient, 37,2 °C à Trégunc, 35,9 °C à l'Île d'Yeu, 33,6 °C à Belle-Île-en-Mer, 31,5 °C à Ouessant.

## Réchauffement climatique
Les observations de température disponibles depuis la fin du XIXe siècle indiquent que le climat de la Nouvelle-Aquitaine s’est déjà réchauffé d’environ +1,4 °C au cours de la période 1959-2016. Sur une période plus longue, par exemple 1900-2016, l’estimation n’est guère différente (+0,1 °C à +0, 2 °C de réchauffement supplémentaire), car l’essentiel du réchauffement 
s’est produit au cours des dernières décennies, principalement depuis les années 1980. Ce chiffre est nettement supérieur aux fluctuations attendues sous l’effet de la variabilité naturelle du climat. Le réchauffement est plus marqué au printemps et en été qu’en automne et hiver. Il est en outre relativement uniforme sur la région, et très proche du réchauffement observé en moyenne sur la France.

## Politique et planification climatiques

### Niveau national
Pour respecter les deux objectifs de l'accord de Paris sur le climat (réchauffement bien en-dessous de 2 °C et de préférence limité à 1,5 °C), une réduction forte et immédiate des émissions de CO2 est indispensable, jusqu'à atteindre la neutralité carbone, seule à même de stopper le réchauffement. Diminuer les émissions des autres gaz à effet de serre, en particulier le méthane, est également pertinent. Pour répondre à cet objectif, la France, à travers sa politique climatique, déploie différentes stratégies d'atténuation et d'adaptation), avec des objectifs spécifiques comme la réduction des émissions de gaz à effet de serre de 50 % entre 1990 et 2030 (20 % en 2019) ou la réduction de la consommation énergétique finale de 50 % en 2050 par rapport à la référence 2012 en visant un objectif intermédiaire de 20 % en 2030. La traduction des engagements de la France sur le climat et l'énergie se décline en différents documents de planification aux niveaux régional et local.

### Niveau régional
Les régions sont des acteurs clés dans la lutte contre le changement climatique. Elles ont un rôle important à jouer dans l’adaptation et l’atténuation du changement climatique.

#### SRADDET, schéma régional d'aménagement durable
L’élaboration d’un schéma régional d'aménagement, de développement durable et d'égalité des territoires (SRADDET) est confiée à la région par l’article 10 de la loi portant nouvelle organisation territoriale de la République (NOTRe) du 7 août 2015. Dans ce cadre, le conseil régional de Nouvelle-Aquitaine adopte le 9 juillet 2019 la feuille de route régionale dédiée à la transition énergétique et écologique, dénommée Néo Terra. L’objectif est d’accompagner l’effort de transition en termes énergétique, écologique et agricole à l’horizon 2030. Dans la continuité de cette feuille de route, la région Nouvelle-Aquitaine publie le SRADDET de la Nouvelle-Aquitaine le 27 mars 2020. De nouvelles dispositions législatives, notamment issues de la loi Climat et Résilience du 22 août 2021, conduisent la Région à engager une modification du SRADDET pour renforcer certains objectifs, une concertation publique est lancée à cet effet du 5 juin au 4 juillet 2023 sur la plateforme de concertation régionale,.

#### AcclimaTerra, groupe régional d’experts sur le climat
Devant l’enjeu climatique, des « groupes régionaux d’experts sur le climat (GREC) » sont mis en place dans les différentes régions. En Nouvelle-Aquitaine, AcclimaTerra est le nom de ce groupe d’experts scientifiques permanent, indépendant, chargé d’apporter aux acteurs du territoire les connaissances nécessaires à leurs stratégies d’adaptation aux changements climatiques. Créé en 2018, il est présidé en 2023 par Hervé Le Treut et fait suite à un groupe transdisciplinaire créé en 2011 à la demande du Conseil Régional d’Aquitaine pour mener une mission d’expertise sur les impacts climatiques en Aquitaine,,.

### Niveau local

#### SCOT
Les lois Grenelle de 2009 et 2010 ont renforcé le rôle des schémas de cohérence territoriale (SCoT), en étendant leurs moyens d’actions dans de nombreux domaines (consommation d'espace, continuités écologiques, commerce, mais aussi air, énergie et climat). 57 SCOT sont approuvés ou en cours d'élaboration en Nouvelle-Aquitaine au 31 décembre 2022.

#### Territoires à énergie positive (2014)
Un territoire à énergie positive pour la croissance verte (TEPCV) est un territoire d’excellence de la transition énergétique et écologique, un projet lancé par le ministère de l'environnement en 2014. La collectivité s’engage à réduire les besoins en énergie de ses habitants, des constructions, des activités économiques, des transports, des loisirs. Elle propose un programme global pour un nouveau modèle de développement, plus sobre et plus économe. En 2017, une cinquantaiune de territoires avaient été lauréats de l'appel à projet,.

#### PCAET (2015)
Instaurés par la loi relative à la transition énergétique pour la croissance verte du 17 août 2015, les plans climat-air-énergie territorial (PCAET) sont définis à l’article L. 229-26 du code de l'environnement. Ils sont obligatoires pour les établissements publics de coopération intercommunale (EPCI) à fiscalité propre de plus de 20 000 habitants. Les EPCI de moins de 20 000 habitants peuvent s’ils le souhaitent élaborer des PCAET volontaires. Chaque PCAET doit être mis à jour tous les 6 ans et faire l’objet d’un bilan à mi-parcours au bout de 3 ans.
Au 1er janvier 2017, 78 PCAET obligatoires sont dénombrés en Nouvelle-Aquitaine : Charente (6), Charente-Maritime (10), Corrèze (3), Creuse (2), Dordogne (4), Gironde (16), Landes (7), Lot-et-Garonne (5), Pyrénées-Atlantiques (7), Deux-Sèvres (7), Vienne (7), Haute-Vienne (4).

#### PLU
Les Plans locaux d'urbanisme (PLU) et PLU intercommunaux doivent être compatibles le PCAET (et non plus simplement le prendre en compte comme c'était le cas jusqu'au 1er avril 2021).